# Těžká je hlava
Těžká je hlava (v anglickém originále Heavy is the Head) je 2. díl 2. řady amerického televizního seriálu Agenti S.H.I.E.L.D. Scénář k epizodě napsal Paul Zbyszewski a režíroval ji Jesse Bochco. Díl měl premiéru 30. září 2014 na stanici ABC a v Česku 27. února 2017 na stanici Nova Action

## Děj
Po událostech v epizodě Stíny je žoldák Lance Hunter zajat generálem Talbotem, který mu nabídne 2 miliony dolarů a řádný pohřeb za agentce Hartleyové, výměnou za ředitele Phila Coulsona. Agentka Mayová mezitím sleduje Creela, který dokáže absorbovat vlastnosti látek, když absorboval schopnosti tajemného Obelisku, kvůli kterému omylem zabije servírku. Když Mayová ztratí Creela, Creel se setká s bývalou spolupracovnicí Hydry Rainou, která se snaží vyjednávat o obelisku. Když se jí to nepodaří, kontaktuje Coulsona a dá mu místo setkání.
Hunter se mezitím vrátí k týmu a řekne o své dohodě s Talbotem, ale vysvětlí, že si přeje pracovat s nimi na zničení Creela. Hunter si uvědomí, že Coulson raději vezme Creela za zajatce, než by ho zabil, a tak se obrátí na agentku May, Skye a Tripletta a pokusí se Creela zavraždit. Mezi Creelem a Hunterem vypukne boj, který skončí, když Coulson použije vylepšenou verzi zbraně, vytvořenou Fitzem a Mackem, aby proměnil Creela v kámen. Během boje ale Raina ukradne Obelisk z Hydry a doručí jej otci Skye, „Doktorovi“. Zároveň však zjistí, že je schopna Obelisk držet, aniž by zemřela, a „Doktor“ slíbí, že odhalí její tajemství, jakmile mu Raina přivede Skye.
V základně má Coulson další záchvat, kdy vyřezává do zdi symboly podobné těm na Obelisku, přičemž Mayová tento proces dokumentuje. Po Hartleyové pohřbu Hunter souhlasí s připojením se k S.H.I.E.L.D.u, ačkoli ho Coulson požádá, aby dodržel Talbotovu dohodu.
V závěrečné scéně se Coulson a Talbot setkají, ale Talbot odmítá vyjednávat. Navzdory tomu Coulson zůstává otevřený spolupráci s americkou vládou a odhalí, že S.H.I.E.L.D. nyní má ve svém arzenálu jak quinjet, tak letadlo s maskovací technologií.

## Obsazení

### Hlavní role
- Clark Gregg jako Phil Coulson
- Ming-Na Wen jako Melinda Mayová
- Iain De Caestecker jako Leo Fitz
- Elizabeth Henstridge jako Jemma Simmonsová
- Chloe Bennet jako Skye
- Nick Blood jako Lance Hunter

### Vedlejší role
- Kyle MacLachlan jako Calvin Zabo, otec Skye[3]
- B. J. Britt jako Antoine Triplett
- Henry Simmons jako Alphonso MacKenzie
- Adrian Pasdar jako Glenn Talbot
- Brian Patrick Wade jako Carl Creel
- Simon Kassianides jako Sunil Bakshi
- Ruth Negga[4]